# Agnetha Fältskog
Agnetha Åse Fältskog ([aŋˈneːta ˈoːsə ˈfɛltskuːɡ] ; Jönköping, 5 aprile 1950) è una cantautrice, compositrice e produttrice discografica svedese, cofondatrice del gruppo musicale degli ABBA, di cui fece parte fino al loro scioglimento nel 1982; da solista ha alternato momenti di attività a periodi di ritiro dalle scene.

## Biografia
Nata a Jönköping, nella provincia svedese dello Småland, è la prima di due sorelle. Dimostra molto precocemente una propensione musicale, esordendo davanti a un pubblico adulto all'età di 6 anni in una festa natalizia organizzata da suo padre, mentre a 5 anni comincia a prendere lezioni di pianoforte e canta nel coro della chiesa della propria città.
Presto inizia a comporre le sue prime canzoni e diventa prima voce in un'orchestra all'età di 15. All'età di 16 anni è assunta come centralinista in una concessionaria automobilistica. Ha dichiarato più volte che le cantanti a cui si è ispirata e da cui è stata influenzata maggiormente sono Marianne Faithfull, Connie Francis e Aretha Franklin.
Firmerà poi il suo primo contratto discografico nel 1967 incidendo il suo primo singolo Jag Var Sa Kär, pubblicando il suo primo e omonimo album l'anno successivo. Il suo più grande successo prima degli ABBA lo raggiunse con il singolo Om tårar vore guld nel 1970 che rimase al vertice delle classifiche svedesi per 15 settimane, imponendola come primadonna del panorama musicale svedese.
Sarà durante una trasmissione televisiva che incontrerà Björn Ulvaeus, leader del gruppo Hootenanny Singers, che sposerà il 6 luglio 1971, per poi divorziare nel 1980, e con il quale ebbe due figli, Linda (nata nel 1973) e Christian (nato nel 1977). Fondamentale sarà poi l'incontro con un'altra coppia di fidanzati, Benny Andersson e Frida Lyngstad, per la nascita di uno dei più grandi gruppi pop della storia in campo internazionale, gli ABBA per l'appunto.

### ABBA

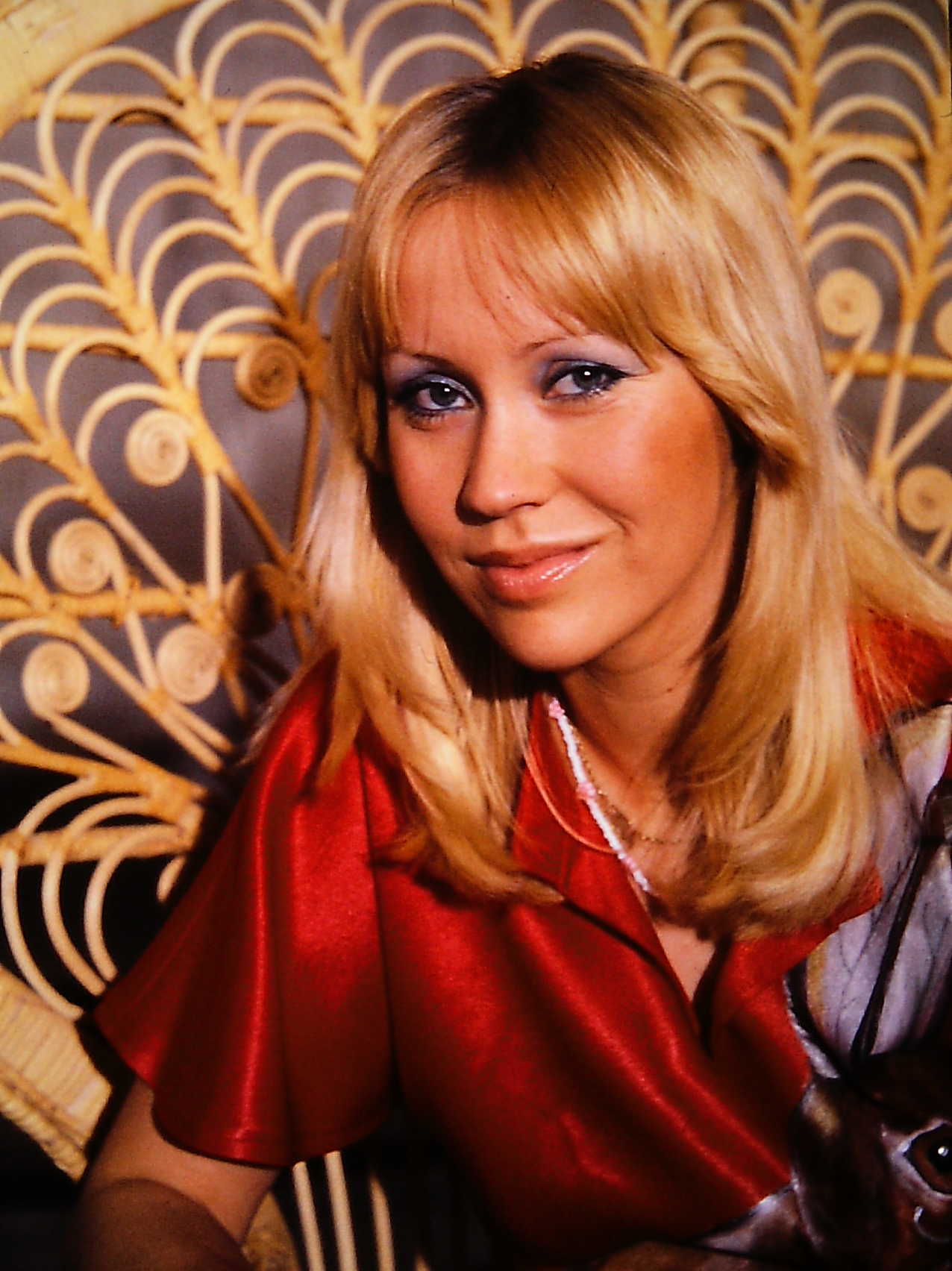
Agnetha nel 1978

Nel 1971 registra la canzone Dröm är dröm, och saga saga, a cui partecipano Björn, Frida e Benny nei cori. Le difficoltà interpretative di questa canzone dal punto di vista vocale sono tali da indurre Agnetha a prendere lezioni di canto.
Nel 1972 interpreta il ruolo di Maria Maddalena nella versione svedese del musical Jesus Christ Superstar. Agnetha, Benny, Björn e Frida iniziano a esibirsi occasionalmente insieme nei locali e nella TV svedese, da lì a poco sarebbero nati ufficialmente gli ABBA.
Nel 1975 incide e produce il suo album da solista Elva kvinnor i ett hus che rimane per 53 settimane in classifica trainato dalla sua versione solista e in svedese di S.O.S..

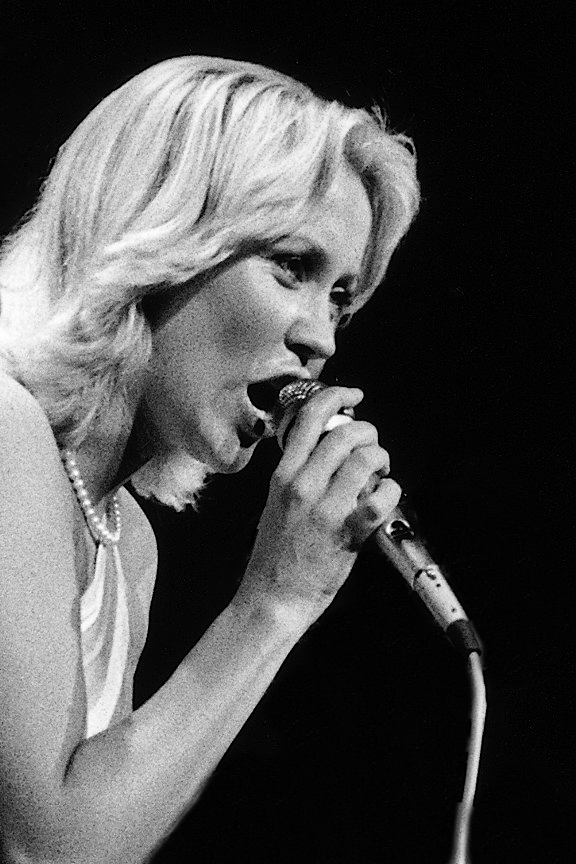
Agnetha durante un concerto degli ABBA ad Edmonton, Canada, nel 1979

Nel 1980 incide un album natalizio insieme alla figlia Linda Ulvaeus che raggiunge la sesta posizione nella classifica svedese. La canzone da lei composta e prodotta, I'm Still Alive, cantata durante il tour mondiale del 1979, viene tradotta in svedese e fatta interpretare a Kicki Moberg, una cantante svedese, per un talent show. Agnetha Fältskog è il membro degli ABBA ad aver avuto più successo nelle classifiche musicali, sia prima che durante la carriera del gruppo.

### Carriera solista dopo gli ABBA
Nel maggio del 1983, un anno dopo lo scioglimento del gruppo, esce il primo album post-ABBA e in inglese di Agnetha, Wrap Your Arms Around Me. L'album esordisce alla posizione numero 1 in Svezia, Finlandia, Danimarca, Belgio e Norvegia, raggiungendo la Top 20 britannica e vendendo 1,2 milioni di copie nel mondo. Il primo singolo dell'album a uscire in Nord America è Can't Shake Loose che arriva alla posizione 29 negli Stati Uniti e alla 25 in Canada. Lo stesso anno la cantante viene votata dai lettori del quotidiano svedese Aftonbladet come "Miglior artista femminile dell'anno". Il 2 ottobre 1983 Agnetha ebbe un incidente stradale uscendone illesa; si dovette mettere solo il collare per alcune settimane. Sempre in quell'anno fu impegnata come attrice nel film svedese "Raskenstam" e prese parte alle registrazioni della colonna sonora del film "P&B", incidendo le canzoni "It's So Nice To Be Rich" e "P&B".
Nel maggio 1985 esce il suo secondo album in inglese, Eyes of a Woman, che però non riesce a bissare il successo dell'album precedente. Nel 1987 Agnetha parte per Malibù, in California, dove registra l'album I Stand Alone, che uscirà nel novembre dello stesso anno rimanendo per otto settimane alla posizione numero uno in Svezia e diventando l'album più venduto del 1988 nel Paese. Il brano I Wasn't The One (Who Said Good-Bye), cantato in duetto con Peter Cetera, è il suo secondo singolo a entrare nella Billboard Hot 100.
L'anno successivo la cantante si ritira dalla vita pubblica e interrompe la carriera musicale a causa dell'oppressione mediatica nei suoi confronti.
Si risposerà nel dicembre 1990 con il chirurgo svedese Tomas Sonnenfeld, dal quale divorzierà nel 1993.

### Ritorno alle scene
Solo negli ultimi anni si è riaffacciata sulla scena, prima in un'intervista nella sua villa a Ekerö, vicino a Stoccolma, dove tuttora vive, in occasione delle riprese del film documentario The Winner Takes it All – The ABBA Story.
Nel 2004 esce a diciassette anni dal precedente lavoro My Colouring Book, il suo quarto album in inglese, il cui primo singolo estratto, If I Thought You'd Ever Change Your Mind, diviene la hit da solista di maggior successo della cantante. Sempre nello stesso anno fa una breve apparizione in un video andato in onda durante le semifinali dell'Eurovision Song Contest per celebrare i trent'anni dalla vittoria degli ABBA con Waterloo, intitolato Our Last Video, dove appaiono in brevi cammei anche gli altri membri del gruppo.

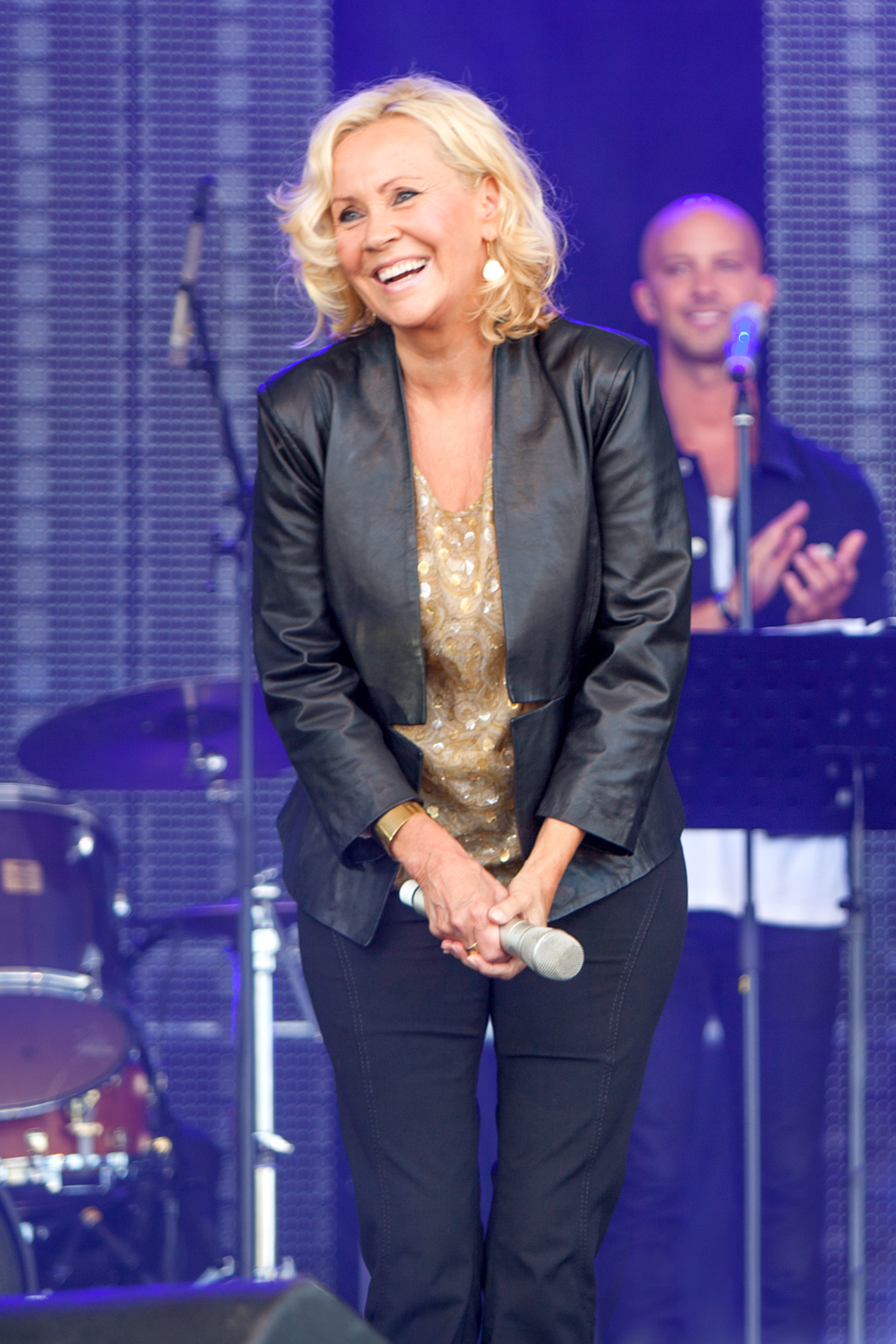
Agnetha a Stoccolma nel 2013

Il 4 luglio 2008, per la première svedese di Mamma mia!, Agnetha si riunisce insieme agli ex colleghi Anni-Frid Lyngstad, Björn Ulvaeus e Benny Andersson al Rival Theatre a Stoccolma. Per la prima volta dopo ventidue anni tutti e quattro i membri degli ABBA vengono fotografati insieme, creando grande clamore tra la stampa e i fan. Nell'ottobre 2008 esce la compilation My Very Best, un album doppio che contiene i più grandi successi della carriera da solista della cantante, dal 1967 al 2004: il primo disco contiene brani in svedese, mentre il secondo contiene brani in inglese. L'album raggiunge la posizione numero 4 nelle classifiche svedesi conseguendo il disco d'oro nella prima settimana di pubblicazione.
Il 14 febbraio 2012 viene premiata come ELLE's Fashion Legend del 2011.
Il 4 ottobre 2012 il suo manager Stefan Linde conferma alla stampa svedese che la cantante sta registrando un nuovo album di canzoni inedite per la Universal Music. Lo Svenska Dagbladet dichiara che il produttore è Jörgen Elofsson, che ha prodotto molti artisti internazionali, come i Westlife, Britney Spears e Kelly Clarkson.
L'11 marzo 2013 viene annunciato che l'album si chiama "A", è prodotto da Jörgen Elofsson e Peter Nordahl e verrà pubblicato il 10 maggio 2013. Il primo singolo, When you really loved someone, è stato pubblicato l'11 marzo, assieme al video. Il primo singolo tedesco è invece The one who loves you now, pubblicato lo stesso giorno. L'album conterrà anche un duetto con Gary Barlow, I should've followed you home.
Il 31 agosto 2023, a dieci anni di distanza dall'ultimo album, pubblica il singolo Where Do We Go From Here e annuncia la pubblicazione, prevista per il 13 ottobre, del nuovo album A+, ristampa del precedente A e contenente le stesse canzoni in una nuova versione.

## Profilo vocale
Agnetha è un soprano (sebbene tale classificazione sia impropria nella musica leggera) e la sua estensione vocale è di circa tre ottave con l'aiuto del falsetto. La nota più bassa è un Re#2 (Fly me to the moon), la nota di petto più alta raggiunta sia in studio sia dal vivo è un Si4 (Hole in Your Soul), mentre con l'aiuto del falsetto, sempre dal vivo, è un Re5 (Tiger). Nella canzone King Kong Song è riuscita tuttavia ad arrivare a un Fa5. Agnetha quindi riusciva a spaziare dalle note più basse fino a degli acuti molto alti senza problemi grazie al falsetto sia dal vivo sia in studio.

## Discografia parziale

### Discografia solista

#### Album
- 1968 - Agnetha Fältskog
- 1969 - Agnetha Fältskog vol. 2
- 1970 - Som jag är
- 1971 - När en vacker tanke blir en sång
- 1975 - Elva kvinnor i ett hus
- 1980 - Nu tändas tusen juleljus (con la figlia Linda Ulvaeus)
- 1983 - Wrap Your Arms Around Me
- 1985 - Eyes of a Woman
- 1987 - Kom följ med i vår karusell (con il figlio Christian Ulvaeus)
- 1987 - I Stand Alone
- 2004 - My Colouring Book
- 2013 - A
- 2023 - A+